# Rainald d'Urslingen

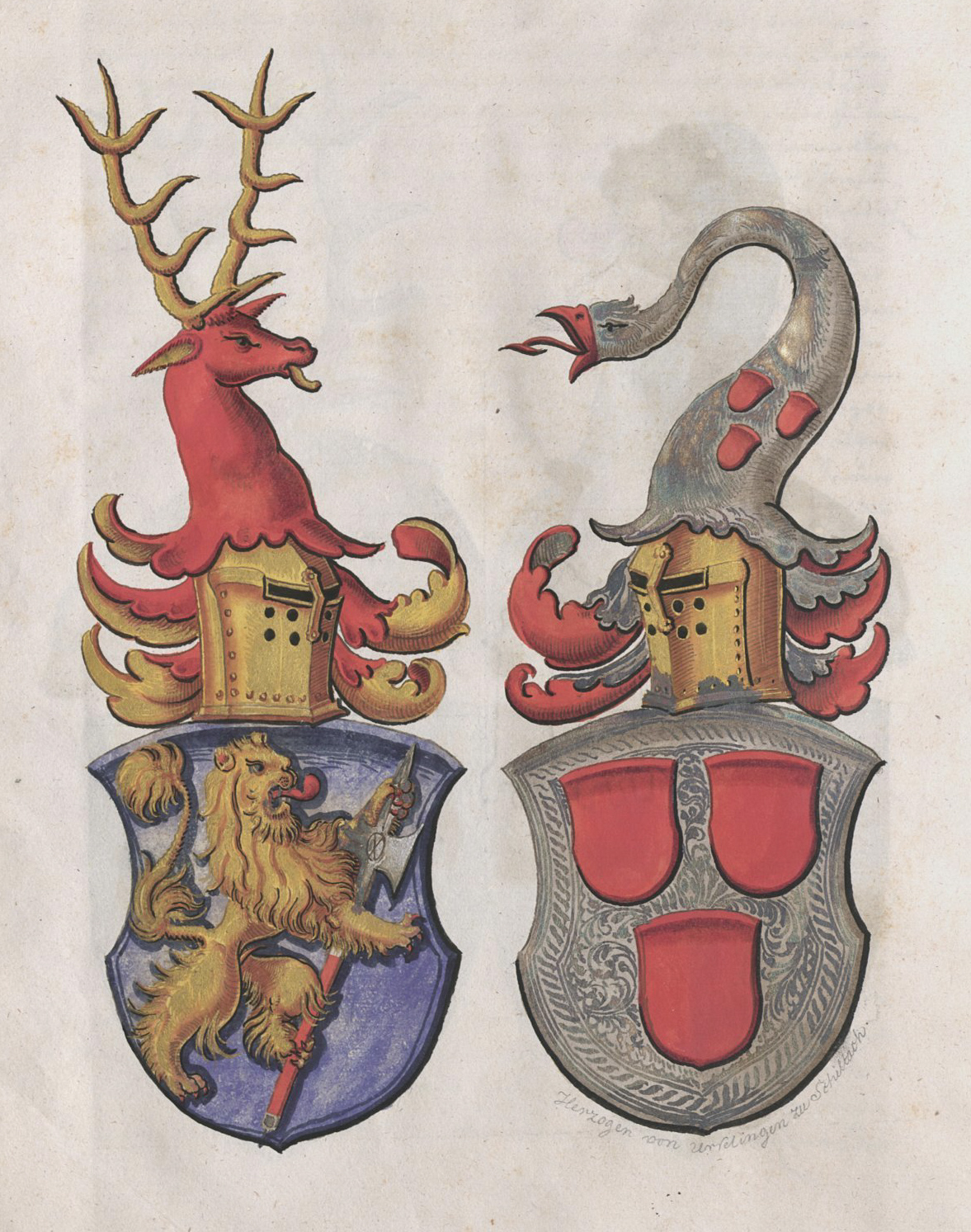
Blason des Urslingen (à droite) et celui des Zimmern (à gauche)

Rainald d'Urslingen (né vers 1185 mort avant 1253) (en italien : Rainaldo di Urslingen) est un noble d'origine allemande du XIIIe siècle qui fut duc de Spolète de 1218/1223 à 1230.

## Biographie
Rainald d'Urslingen est l'un des fils de Conrad d'Urslingen créé duc de Spolète par l'empereur Frédéric Ier du Saint-Empire en 1177 et qui avait renoncé à son duché en 1198 en faveur du pape Innocent III.
Pendant le règne de Frédéric II du Saint-Empire Rainald avait revendiqué dès 1218 les droits paternels sur le duché d'Ombrie. Il est ensuite nommé Légat impérial en Toscane et représentant de l'empereur dans le royaume de Sicile pendant la Sixième croisade. Dans un premier temps en 1223 l'empereur soutient ses prétentions car le contrôle du duché de Spolète, permet d'établir une liaison entre le royaume de Sicile et le nord de la péninsule. Le 20 juin 1228 Rainald est fait Légat impérial pour la Marche d'Ancône, Spolète et la Toscane maritime et il envahit le domaine du Pape pour le compte de l'empereur excommunié. Toutefois face à la résistance déterminée du Pape Grégoire IX et à la politique brutale et maladroite de Rainald, Frédéric II, revenu de croisade en juin 1229, lui retire lui-même le duché de Spolète après le second traité de San Germano conclu avec le Saint-Siège en juillet 1230 et avant de le destituer de toutes ses charges l'année suivante.

## Sources
- (it) Article Rainaldo di Urslingen de Federiciana dans enciclopedia italiana